# Pfarrkirche Pattigham

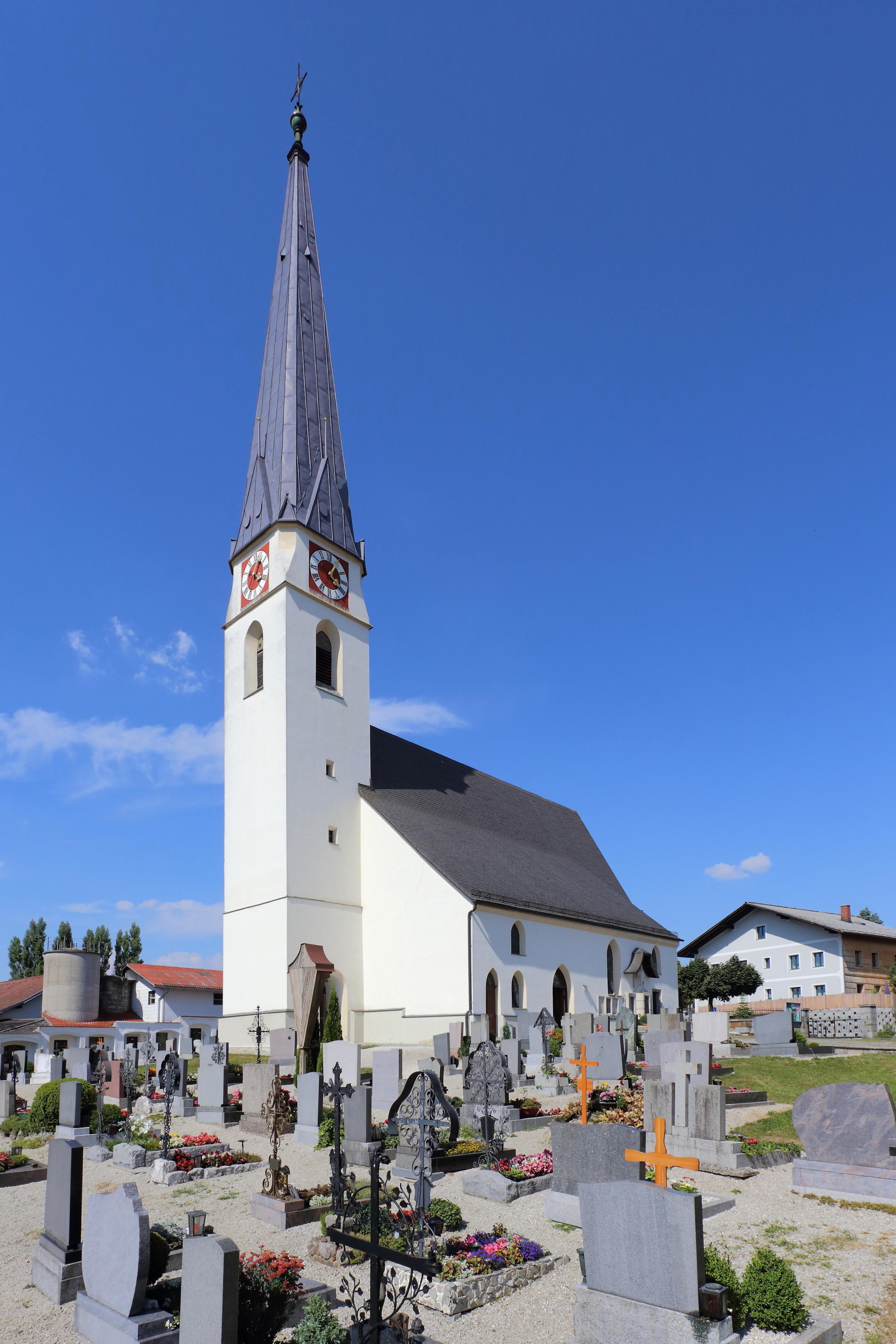
Pfarrkirche in Pattigham

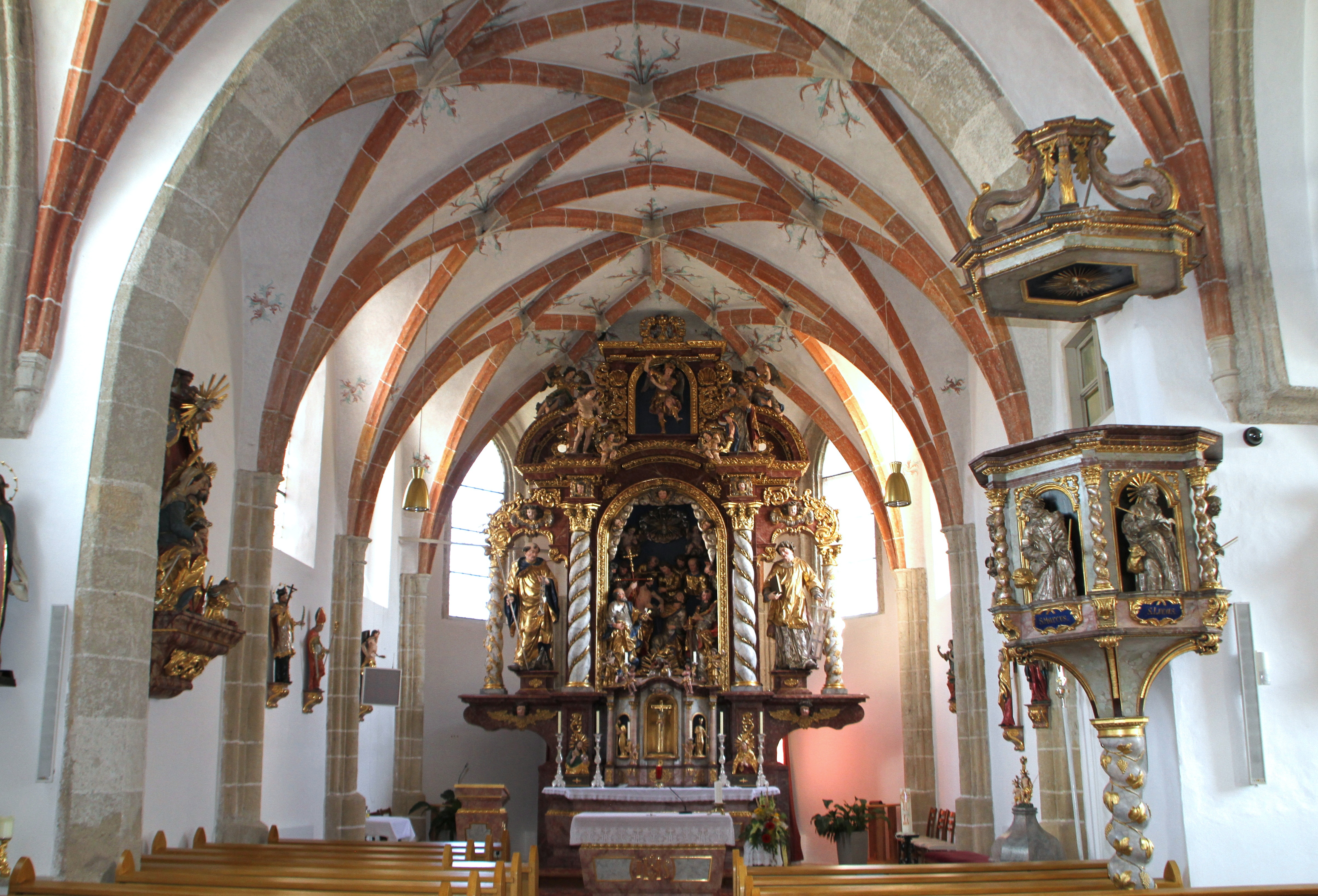
Altarraum

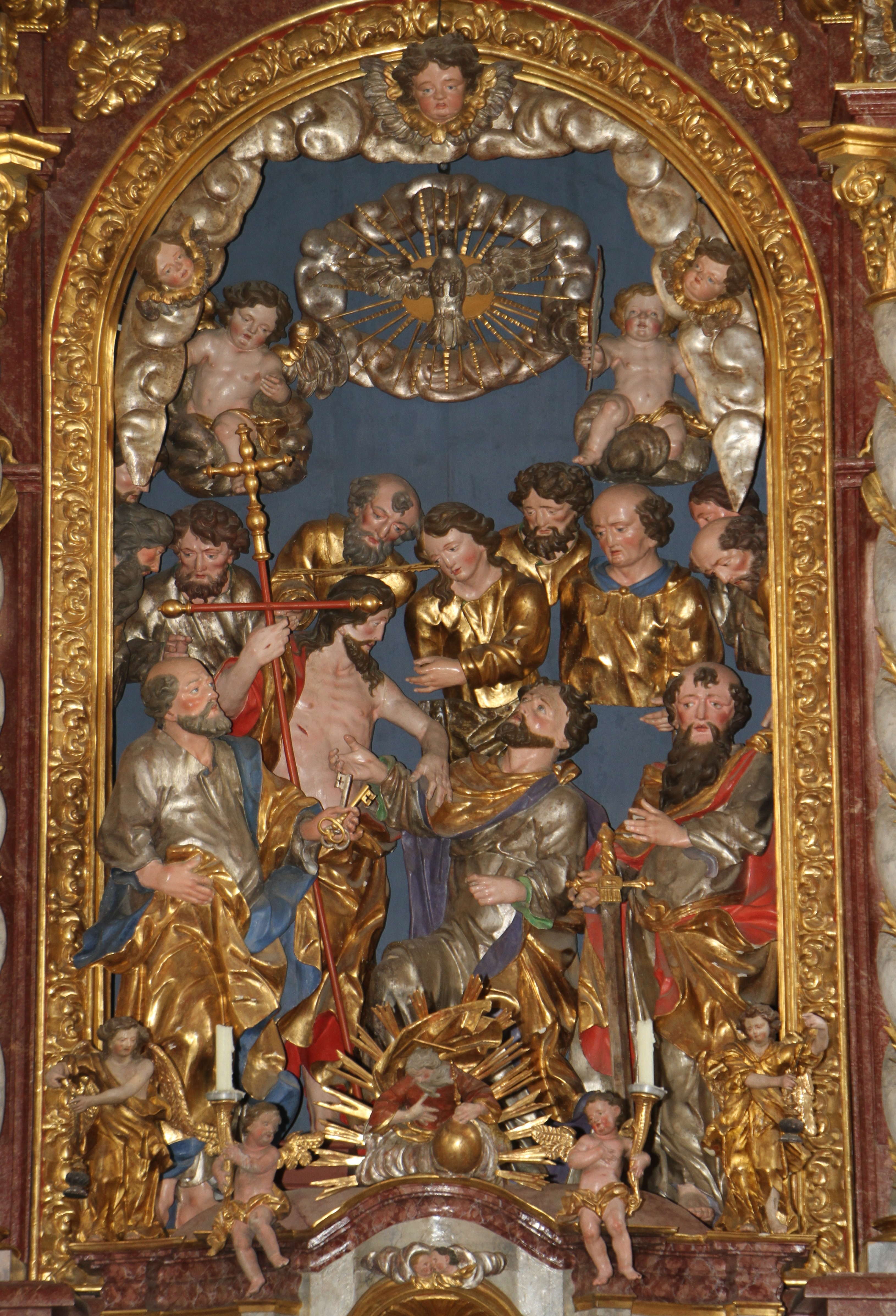
Hochaltar

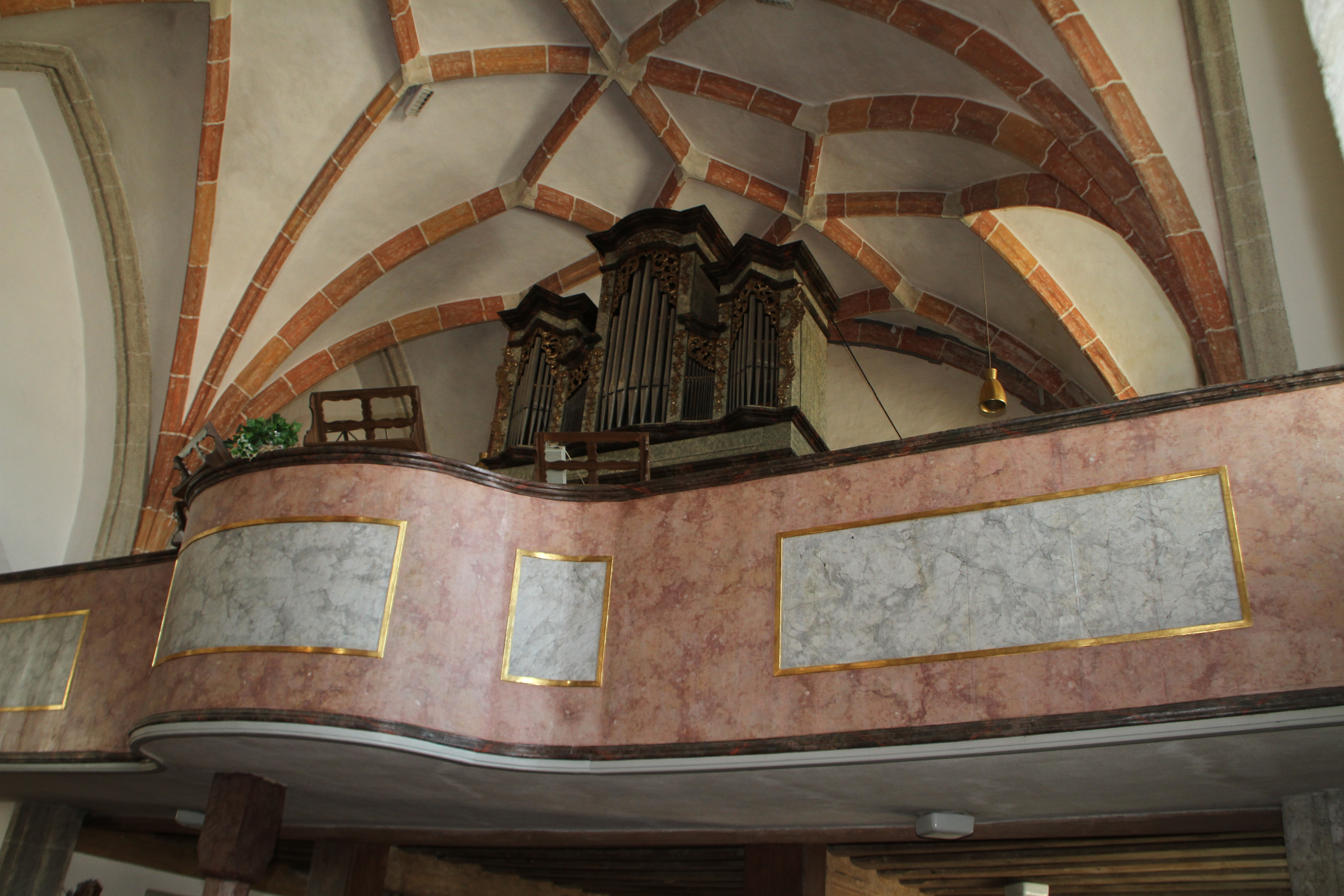
Orgel

Die Pfarrkirche Pattigham steht im Ort Pattigham in der Gemeinde Pattigham in Oberösterreich. Die römisch-katholische Pfarrkirche hl. Laurentius gehört zum Dekanat Ried im Innkreis in der Diözese Linz. Die Kirche steht unter Denkmalschutz.

## Geschichte
Die Kirche wurde 1160 urkundlich genannt. Die Kirche liegt an der höchsten Stelle des Orts und ist von einem teilweise umfriedeten Kirchhof umgeben. Sie war ehemals die Filialkirche von Hohenzell, ab 1765 eine Expositur; ab 1815–1821 und seit 1852 ist sie eine selbständige Pfarre.
Das bestehende Bauwerk wurde in längerer Bauzeit vom Ende des 15. Jahrhunderts bis zum ersten Drittel des 16. Jahrhunderts wahrscheinlich unter Verwendung älterer Bauteile errichtet. Der Chor ist wahrscheinlich der älteste Bauteil, der Anbau an der Südseite des Langhauses ist mit der Jahreszahl 1533 bezeichnet, das Westjoch dieses Bauteils wurde im 19. Jahrhundert überformt. Das Glockengeschoß des Westturms wurde 1892 von Raimund Jeblinger erbaut, gleichzeitig wurde wohl auch der Emporenaufgang angelegt. Restaurierungen und Renovierungen erfolgten in den Jahren 1934, 1967–1968 und 2004/05.

## Architektur
Das spätgotische dreijochige Langhaus mit Strebepfeilern und inneren Wandpfeilern und das südliche zweijochige Seitenschiff werden durch Netzrippengewölbe mit Wechselberger Figuration abgeschlossen. Der eingezogene dreijochige Chor hat einen Dreiachtelschluss. Der quadratische Westturm ist mit einem Spitzhelm bekrönt. Im Chorwinkel, anschließend an das Seitenschiff, steht die zweigeschoßige Sakristei. Das Westjoch des Seitenschiffes wurde vermutlich im 19. Jahrhundert abgemauert und das spätgotische Gewölbe durch ein Platzlgewölbe ersetzt. Parallel zur Westwand ist eine 1892 eingebaute gerade Emporentreppe eingebaut.

## Ausstattung
Der barocke Hochaltar um 1665/1670 trägt eine vielfigurige Mittelgruppe Thomaswunder aus der abgebrochenen Kirche in St. Thomas aus der Werkstätte des Thomas Schwanthaler. Der Tabernakel aus 1753 aus Hohenzell ist ein Schnitzwerk von Franz Matthias Schwanthaler. Als Bekrönung ist Gottvater mit der Weltkugel, flankiert von weihrauchschwingenden Engeln dargestellt.
Der südliche Seitenaltar ist ein Werk aus dem letzten Drittel des 17. Jahrhunderts. Das Altarblatt ist eine Kopie des Maria-Hilf-Gnadenbilds von Lucas Cranach dem Älteren, im Altarauszug ist ein Ovalbild des Heiligen Laurentius aus dem letzten Drittel des 17. Jahrhunderts angeordnet.
Im Chor steht eine monumentale Figurengruppe mit Anna, Joachim und Maria aus der Zeit um 1780 in der Art Johann Ferdinand Schwanthalers des Älteren. Die Kanzel entstand nach 1665 als Werk des Malers Franz Gamann und des Tischlers Paul Christian, das Werk wurde später überformt und renoviert.
Die Orgel wurde vermutlich von der Wippenhamer Werkstätte im letzten Viertel des 18. Jahrhunderts erbaut, sie zeigt einen spätbarocken fünffeldrigen Prospekt mit Mittelturm und Außentürmen. In den Jahren um 1860 erfolgte ein Umbau durch Franz Sales Ehrlich, danach mehrfache Renovierungen. Im Jahr 1995 wurde das Werk durch Ferdinand F. Salomon wieder weitgehend auf den Zustand des 18. Jahrhunderts zurückgeführt und hat jetzt sieben Register auf einem Manual.